# Doryteuthis pleii
Doryteuthis pleii (Lesueur, 1821)) è una specie di calamaro di medie dimensioni appartenente alla famiglia Loliginidae. Questa specie è abbondante nelle acque costiere dell'Oceano Atlantico, dall'Argentina fino alla Carolina del Nord.

## Descrizione
Come suggeriscono entrambi i nomi comuni inglesi, slender inshore squid («calamaro costiero snello») e arrow squid («calamaro freccia»), i calamari di questa specie hanno corpi allungati e cilindrici, con un rapporto lunghezza-larghezza di 7:1. In contrasto con il corpo, le braccia sono corte e deboli, mentre i due tentacoli sono leggermente più corti della lunghezza del mantello. Le pinne, a forma di rombo, sono grandi e raggiungono fino al 50% della lunghezza del mantello. Lungo la parte ventrale del mantello corre una cresta ben visibile. I calamari presentano una colorazione rosso-arancio, arricchita da un gran numero di cromatofori.
Le ventose delle braccia possiedono denticoli smussati. Alle estremità carnose dei tentacoli («clave»), ci sono quattro file di ventose; le due file interne («mesiali») sono tre volte più grandi rispetto alle due esterne («marginali»). Le ventose più grandi hanno anelli cornei dotati di fino a 45 denti.
I maschi di questa specie raggiungono una lunghezza massima del mantello di 33 centimetri, mentre le femmine arrivano fino a 22 centimetri. Il dimorfismo sessuale è evidente: il braccio ventrale sinistro nei maschi è modificato in un ectocotile, utilizzato per facilitare la fecondazione durante l'accoppiamento. I maschi presentano inoltre diverse strisce viola lungo il lato ventrale del mantello; queste, insieme ad altri segnali visivi prodotti dai cromatofori, vengono utilizzate in elaborate esibizioni di corteggiamento.

## Ecologia
Grazie alla loro abbondanza, i Doryteuthis pleii rivestono un ruolo importante sia per la pesca commerciale che per quella di sussistenza. Durante la stagione riproduttiva estiva, i calamari si radunano in gran numero vicino alla costa. Durante l'estate australe, nelle acque al largo del Brasile, le catture annuali possono raggiungere le 763 tonnellate.
Sebbene il loro numero elevato offra una certa protezione, i calamari rappresentano una preda importante per numerosi grandi predatori. Tra i pesci predatori ci sono tonni e squali, mentre tra i mammiferi marini troviamo la feresa, l'orca, la stenella maculata atlantica, lo steno e il tursiope. Anche l'otaria orsina del Capo e l'otaria orsina antartica predano questi calamari.
Per quanto riguarda la loro dieta, i calamari si nutrono di diverse specie di pesci estuarini, tra cui killifish, gambusie e molly. Catturano anche piccoli crostacei, come i gamberetti del genere Palaemon.